# Meringopus nigerrimus
Meringopus nigerrimus är en stekelart som först beskrevs av Etienne Laurent Joseph Hippolyte Boyer de Fonscolombe 1850.  Meringopus nigerrimus ingår i släktet Meringopus och familjen brokparasitsteklar. Arten är reproducerande i Sverige. Utöver nominatformen finns också underarten M. n. murorum.